# Cratere Mona Lisa
Mona Lisa  è un cratere sulla superficie di Venere. Deve il proprio nome a Lisa Gherardini, nobildonna fiorentina ritratta nella Gioconda di Leonardo da Vinci.